# 川内町蛎崎
川内町蛎崎（かわうちまちかきざき）は、青森県むつ市の地名。郵便番号は039-5204及び039-5304（半右エ門沢のみ）。

## 地理
陸奥湾に面しており、むつ市南西部に位置する。川内地区に属する。半右エ門沢のみ郵便番号が異なる。

### 河川
- 男川
- 小川平沢 (男川の支流)

### 海洋
- 陸奥湾

### 山岳
- 尻岩山

## 歴史
15世紀、蝦夷地松前家の始祖に当たる武田氏5代目城主の武田五郎信純（蠣崎蔵人）が居舘置き、錦帯城と号した。
※町村制施行以前の歴史については、「蠣崎城」、「蠣崎氏」、「下北郡」を参照。
- 1889年（明治22年）4月1日 - 町村制施行により、下北郡川内村、檜川村、宿野部村、蠣崎村が合併し、川内村が発足。川内村大字蠣崎となる。
- 1917年（大正7年）10月31日 - 川内村の町制施行により、川内町大字蛎崎となる。
- 2005年（平成17年）3月14日 - 大畑町、脇野沢村とともにむつ市へ編入され、自治体としての川内町が消滅。むつ市川内町蛎崎となる。

## 世帯数と人口
2017年（平成29年）5月31日現在の世帯数と人口は以下の通りである。
| 大字・小字       | 世帯数  | 人口  |
| ---------------- | ------- | ----- |
| 川内町蛎崎       | 86世帯  | 155人 |
| 川内町蛎崎合野   | 15世帯  | 38人  |
| 川内町蛎崎香ノ木 | 20世帯  | 39人  |
| 川内町蛎崎寺ノ前 | 9世帯   | 18人  |
| 計               | 130世帯 | 250人 |

## 交通

### 道路
- 国道338号 - 海沿いと、内陸の流汗台付近で当地区を通過している。

## 施設
- 蛎崎簡易郵便局
- 蛎崎地区公民館

## 史跡
- 錦帯城跡